# Черновицкое музыкальное училище
Черновицкое училище искусств и культуры имени С. Воробкевича (укр. Чернівецьке державне училище мистецтв ім. Воробкевича) — среднее специальное музыкальное учебное заведение в городе Черновцы.

## История училища
Черновицкое Музыкальное Училище было основано в ноябре 1940 года, в здании основанной в 1924 году Ионом Нистором Черновицкой музыкальной школы.
Первым директором училища был Н.И Чижский, который до этого работал педагогом-хормейстером Киевского музыкального училища. Первым заведующим учебной частью был назначен М. С. Даценко.
В 1940 году преподавательский состав насчитывал 63 человека, кол-во студентов составило 241 человек. Им не довелось закончить учебный год — началась Великая Отечественная война.
На территории Черновицкой области ещё продолжались военные действия, тем не менее с 1 мая 1944 года работа училища возобновилась.
12 ноября 1986 года училищу было присвоено имя украинского композитора и писателя Сидора Воробкевича.
Решением черновицкой областной администрации от 5 мая 1997 года музыкальное училище было объединено с Черновицким училищем культуры. После реорганизации объединенное учебное заведение получило сегодняшнее название — Черновицкое Училище Искусств.
Состоит из двух отделений: музыкального искусства и культуры.
За 60 лет работы в стенах училища получили образование 3.740 студентов (данные на 2000 год).

## Творческая атмосфера
На протяжении всех лет коллектив училища отличала особая творческая и духовная атмосфера, которая позволила училищу воспитать целый ряд известных профессионалов, среди них — певицы София Ротару и Нина Исакова, дирижёр Александр Самуил, певцы Павел Дворский и Василий Герелло, композиторы Марк Копытман, Шандор Каллош и многие другие.
По словам художника Александра Вайсмана ,

1982—1986 гг — мои самые счастливые годы учёбы в Черновицком музыкальном училище, мои главные университеты. Там преподавали замечательные люди. Марк Очосальский, внук одного из основателей еврейской музыки композитора Шимона Штейнберга, скрипач Олег Павлов, чьи ученики играют в самых престижных оркестрах мира, историю искусств вела Миля Кузнецова — выпускница ленинградского театрального института и Академии Художеств, Ирина Медриш — теоретик музыки, Александр Винницкий — преподаватель фортепьяно, альпинист, художник, покоритель водных глубин… Мне повезло: в них была какая-то удивительная концентрация энергии. Они начинали играть, с музыки переходили на книги, живопись, поэзию… Это были свободные, образованные люди… Для меня это было большое счастье, что я там был в это время.

## Известные выпускники и ученики
- Георгий Агратина — исполнитель музыки на народных инструментах, народный артист Украины.
- Сергей Бедусенко — композитор, пианист, заслуженный деятель искусств Украины.
- Иво Бобул — певец и композитор, народный артист Украины.
- Екатерина Бужинская — певица, народная артистка Украины.
- Александр Вайсман — художник.
- Лидия Видаш[укр.] — певица, первая исполнительница песен Владимира Ивасюка.
- Дмитрий Гаврилец[укр.] — альтист, профессор Национальной музыкальной академии Украины им. П. Чайковского.
- Василий Герелло — певец (баритон), народный артист России, солист Мариинского театра.
- Филипп Гершкович — композитор, педагог, теоретик музыки, учитель и наставник А. Шнитке, Э. Денисова, С. Губайдулиной, В. Сильвестрова.
- Павел Дворский — певец, композитор, народный артист Украины.
- Леонид Затуловский — трубач, композитор, педагог, создатель и первый музыкальный руководитель вокально-инструментального ансамбля «Черемош».
- Нина Исакова — певица (меццо-сопрано), Народная артистка СССР.
- Шандор Каллош — композитор, дирижёр.
- Марк Копытман — композитор, педагог, профессор и проректор Академии музыки и танца имени Рубина в Иерусалиме.
- Виктор Костриж — главный дирижёр государственного симфонического оркестра Таджикистана, создатель Черновицкого симфонического оркестра.
- Иван Миколайчук — актёр, режиссёр, сценарист. Заслуженный артист УССР. Исполнитель главной роли в фильме «Тени забытых предков».
- Василий Михайлюк — композитор, дирижёр, автор знаменитой песни «Черемшина».
- Николай Мозговой — композитор, эстрадный певец, народный артист Украины.
- Петр Ончул — певец (баритон). Народный артист УССР.
- Павло Прыймак[укр.] — певец (тенор), солист Национальной оперы Украины. Заслуженный артист Украины.
- Петро Прыймак — певец.
- Оксана Радул[укр.] — певица.
- София Ротару — советская, украинская, молдавская и российская эстрадная певица, актриса. Одна из самых известных певиц в СССР.
- Аурика Ротару — украинская поп-певица, заслуженная артистка Украины.
- Степан Сабадаш — композитор и дирижёр, хормейстер, народный артист Украины.
- Евгений Савчук — хоровой дирижёр, народный артист Украины.
- Александр Самуил — главный дирижёр и художественный руководитель Национальной Оперы республики Молдова и Одесского Национального Академического театра оперы и балета.
- Маркиян Чередарчук — флейтист, заслуженный артист УССР.
- Александр Шимко — композитор и пианист.
- Иосиф Эльгисер — композитор, педагог и пианист.[4]